# Rajasuya

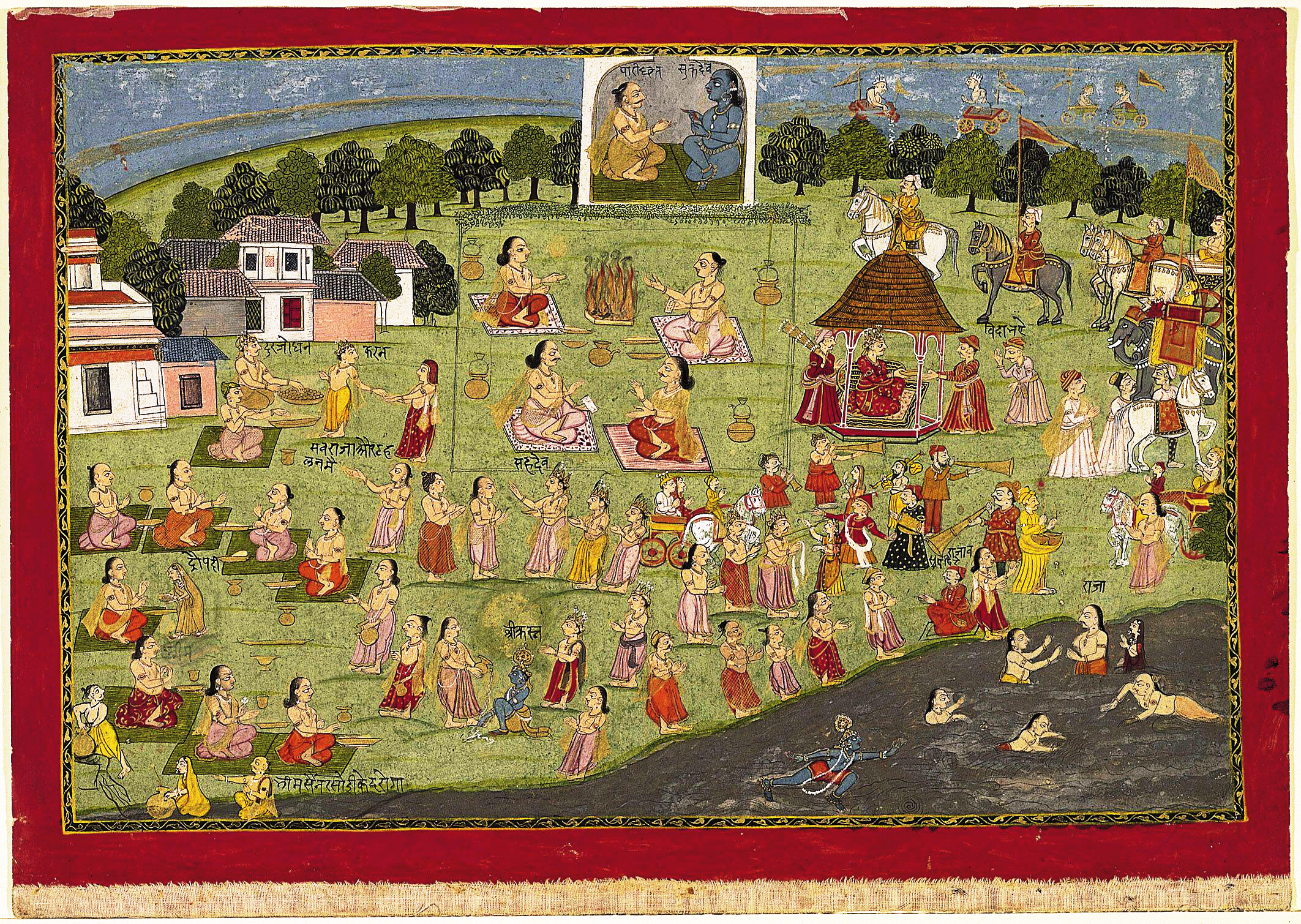
Le roi Yudhishthira, personnage du Mahabharata, accomplit le Rajasuya.

Rajasuya (IAST rājasūya) est un terme de l'hindouisme antique plus précisément du védisme qui désigne un rituel d'intronisation d'un roi sur le sous-continent indien. De nombreux rituels et actions symbolique, comme une course de char font partie de la cérémonie de consécration. L'épopée du Mahabharata en décrit un.